# 勒潘 (塔恩-加龙省)
勒潘（法語：Le Pin，法語發音：[lə pɛ̃] ⓘ）是法国奥克西塔尼大区塔恩-加龙省的一个市镇，属于卡斯泰尔萨拉桑区。

## 地理
勒潘（44°2'8"N, 0°58'5"E）面积4.71 平方千米，位于法国奧克西塔尼大區塔恩-加龙省，该省份为法国西南部内陆省份，北起顺时针与洛特省、阿韦龙省、塔恩省、上加龙省、热尔省和洛特-加龙省接壤。
与勒潘接壤的市镇（或旧市镇、城区）包括：阿斯克、科蒙、梅尔勒、圣米歇尔、圣尼古拉-德拉格拉沃。

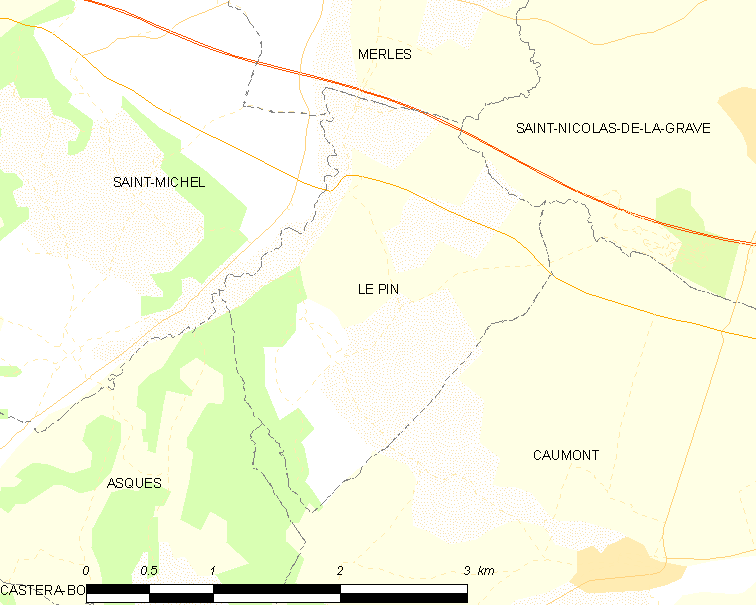
的OSM定位图

勒潘的时区为UTC+01:00、UTC+02:00（夏令时）。

## 行政
勒潘的邮政编码为82340，INSEE市镇编码为82139。

## 政治
勒潘所属的省级选区为加龙-洛马涅-布吕尤瓦县。

## 人口

1962-2008年间人口变化图示

勒潘于2022年1月1日时的人口数量为115人。